# Maurizio Lanzaro
Maurizio Lanzaro est un footballeur italien, né le 14 mars 1982 à Avellino en Italie. Il évolue au poste de défenseur.

## Carrière
- 1998-2001 :  AS Roma
- 2001 :  Hellas Verona FC
- 2001-2002 :  US Palerme
- 2002-2003 :  Cosenza Calcio 1914
- 2003-2004 :  Empoli FC
- 2004-2005 :  Salernitana Calcio 1919
- 2005-2010 :  Reggina Calcio
- 2010-2013 :  Real Saragosse
- 2010-présent :  SS Juve Stabia[1]